# Giovanni Antonio Stuardi
Giovanni Antonio Stuardi (Poirino, 1862 – 1938) è stato uno scultore italiano.

## Biografia
Residente e principalmente attivo a Torino, si formò all'Accademia Albertina, ove fu allievo di Odoardo Tabacchi e Luigi Belli. Realizzò molti monumenti funebri nei cimiteri di Torino e di altre città piemontesi, tra cui bassorilievi e busti, tra cui il busto in stucco di Luperco, esposto a Torino nel 1884, la statua Savoia!, esposta a Livorno nel 1886 e a Venezia nel 1887, dove espose anche Fiore di campagna.
Nel 1889 espose alla Promotrice di Torino una statua della Carità, che fu acquistata dal re Umberto I. Completò anche la Madonna delle Vette sulla cima del Monte Rocciamelone, che fu fusa in bronzo, e il Monumento a Don Bosco a Castelnuovo Don Bosco.